# Păunești (okręg Mehedinți)
Păunești – wieś w Rumunii, w okręgu Mehedinți, w gminie Godeanu. W 2011 roku liczyła 206 mieszkańców.